# Mídies
Mídies (en llatí Meidias, en grec antic Μειδίας) fou un tirà grec nadiu d'Escepsis, gendre de Mània, que era sàtrapa de la Frígia Hel·lespòntica.
Va matar a la seva sogra i al seu fill, un noi de setze anys i es va apoderar d'Escepsis i Gergis on estaven dipositats els tresors de Mània. La resta de ciutats de la satrapia no el van reconèixer com a governant, i quan va enviar regals a Farnabazos II demanant la confirmació del lloc de govern de la seva sogra, va rebre la resposta de què Farnabazos preferiria morir que deixar sense venjança la mort de Mània.
Just en aquest moment, el 399 aC, va arribar a Àsia Dercil·lides el general espartà i va proclamar la llibertat de totes les ciutats eòlies i va establir aliances entre ells i Esparta. Va avançar cap a Escepcis on era Mídies, que, temerós tant de Farnabazos com de Dercil·lides, li va proposar una conferència que va garantir amb ostatges. Quan va demanar a Dercil·lides com podia convertir-se en el seu aliat la resposta va ser: donant a llibertat i independència a les ciutats. Dercil·lides va entrar a Escepcis i va proclamar la llibertat acompanyat de Mídies, i junts van anar a Gergis, on Mídies va demanar que se'l deixés com a governador, però Dercil·lides el va privar dels seus soldats, es va apoderar dels tresors de Mània i va deixar a Mídies només la seva propietat privada. Quan Mídies, alarmat per la seva seguretat, va preguntar on viuria, Dercil·lides li va dir: "A la casa del teu pare a Escepcis, però sense guàrdia per protegir-te, on quedaràs a l'abast de la indignació dels teus compatriotes", segons diu Xenofont.